# Corbatas de Sherman

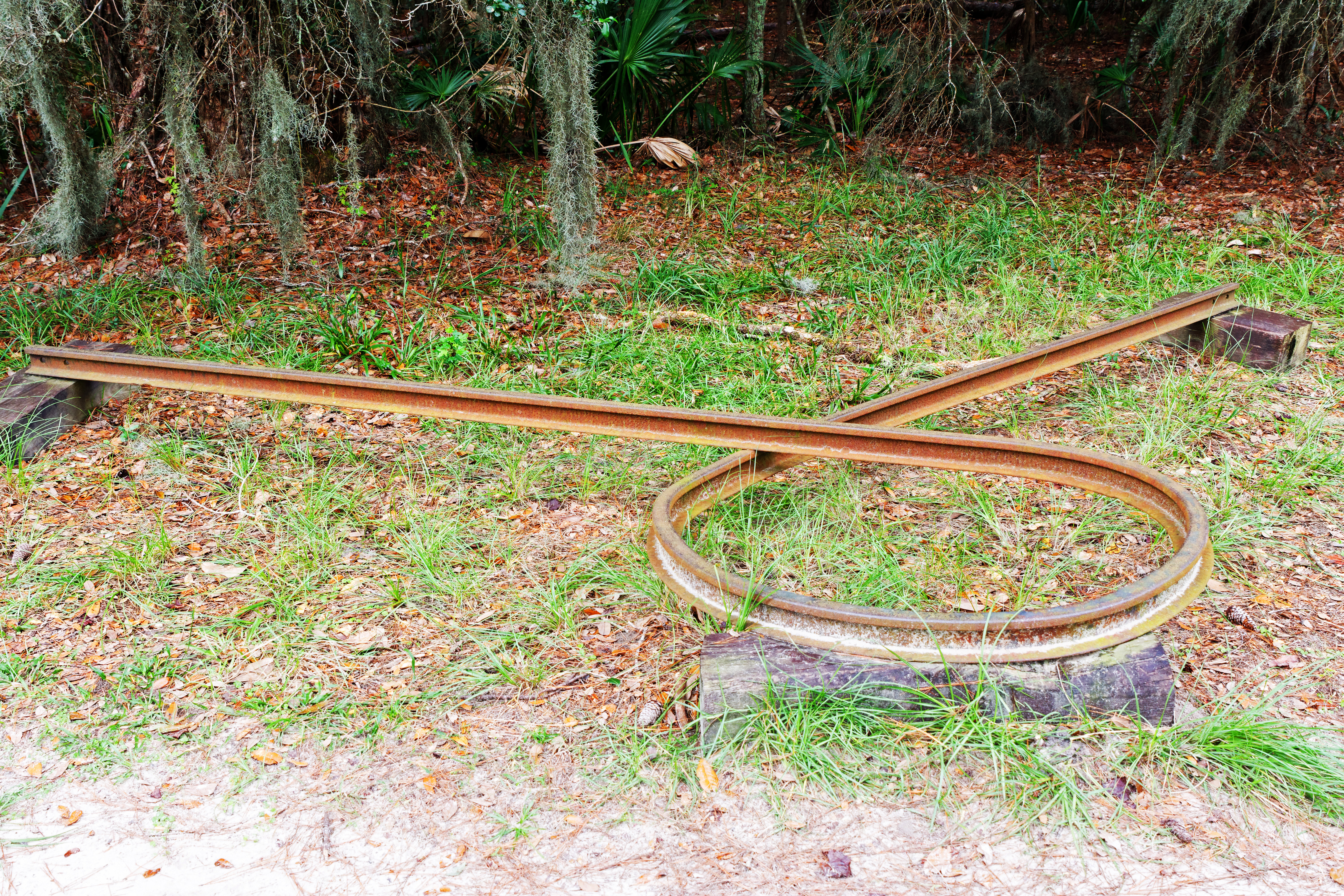
Una corbata de Sherman en el Parque Estatal Fort McAllister, Georgia.

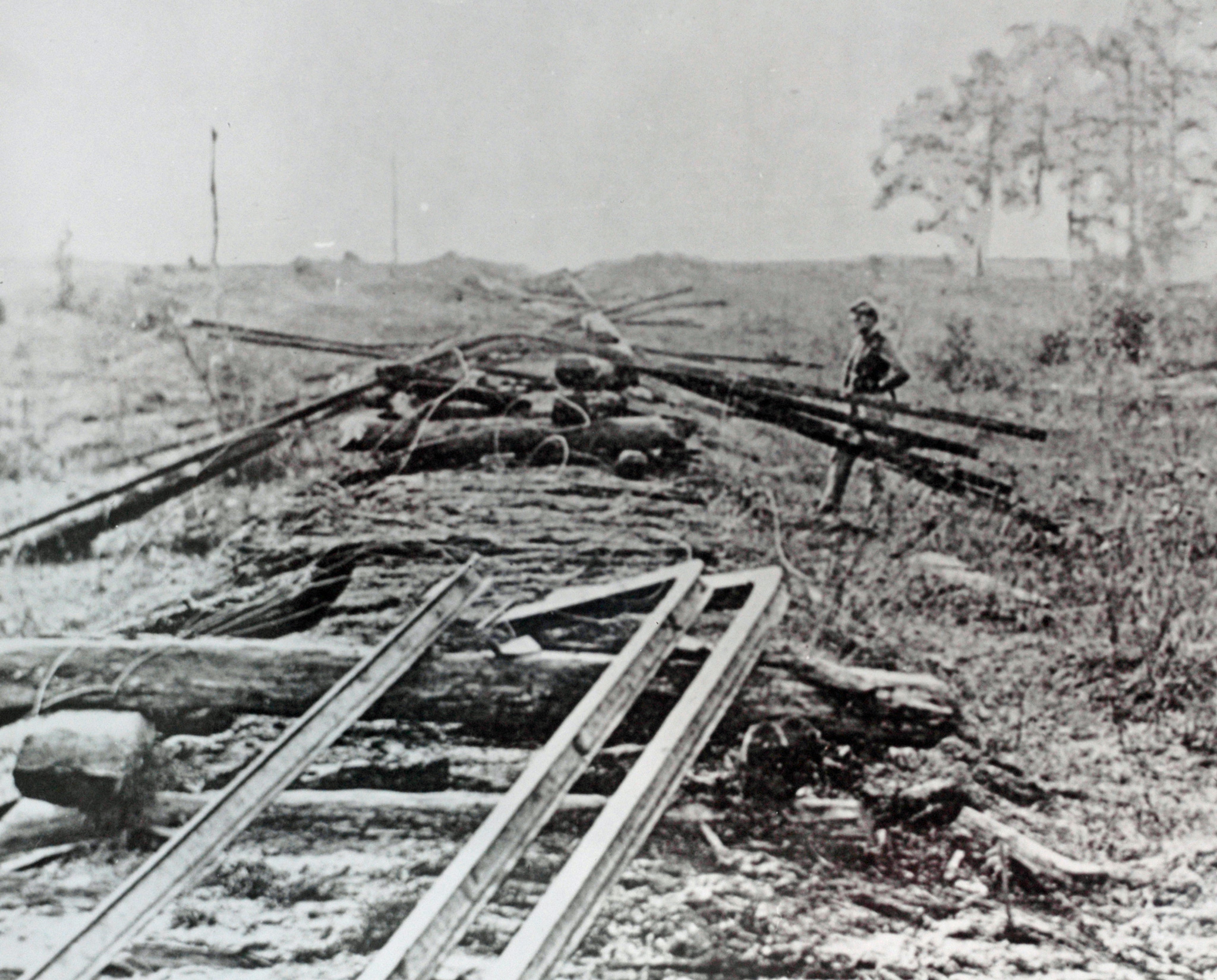
Algunas corbatas de Sherman mal hechas. Los raíles fueron doblados, no torcidos como ordenó Sherman. En este estado, potencialmente podrían ser reparados.

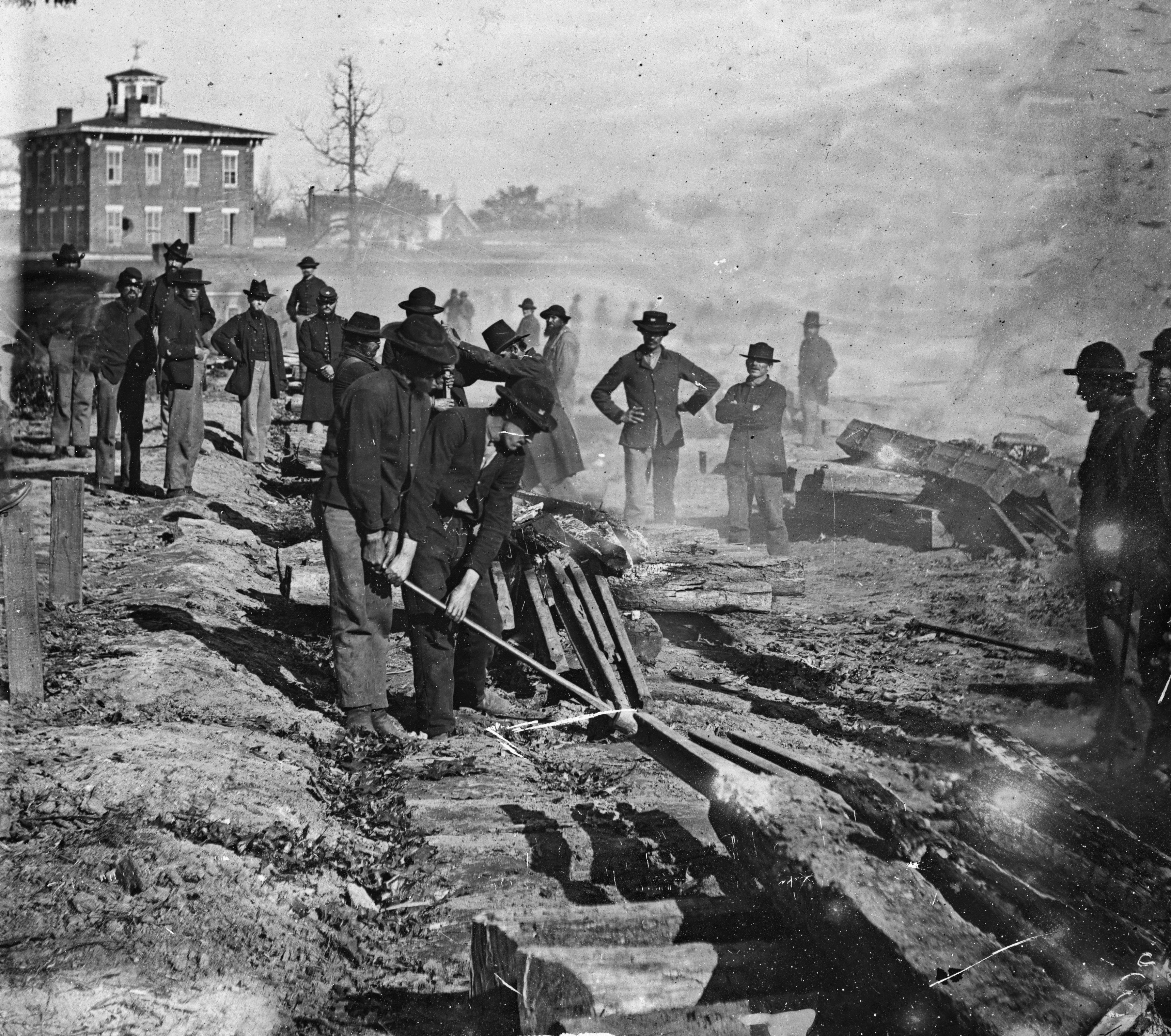
Esta fotografía de George N. Barnard muestra a cuatro hombres con palancas torciendo un raíl, siguiendo las órdenes de Sherman.

Las corbatas de Sherman eran una táctica de destrucción ferroviaria utilizada en la Guerra de Secesión estadounidense. Las corbatas de Sherman, que deben su nombre al mayor general William Tecumseh Sherman del Ejército de la Unión, eran raíles de ferrocarril destruidos calentándolos hasta que eran maleables y retorciéndolos en bucles parecidos a corbatas, a menudo alrededor de árboles. Como la Confederación tenía suministros limitados de hierro y pocas fundiciones para fabricar los raíles, esta destrucción fue muy difícil de reparar. También se les llamaba pajaritas de Sherman, corbatas de Jeff Davis y horquillas de Sherman.
Aunque la destrucción fue ordenada por Sherman durante su campaña de Atlanta, la forma de corbata formada al doblar los raíles alrededor de un árbol no lo fue; sus órdenes especificaron un método diferente de destrucción de vías que no fue tan popular:

En caso de que suene una batalla seria, [el General de División McPherson] se acercará al General Schofield, pero por lo demás mantendrá a todos los hombres de su mando trabajando para destruir el ferrocarril, arrancando las vías, quemando las traviesas y el hierro, y retorciendo las barras cuando estén calientes. Los oficiales deben ser instruidos de que las barras simplemente dobladas pueden ser usadas de nuevo, pero cuando están al rojo vivo y retorcidas no pueden ser usadas de nuevo. Amontone las traviesas en forma de hoguera, coloque los raíles transversalmente y cuando estén al rojo vivo en el centro, deje que un hombre en cada extremo retuerza la barra de modo que su superficie se vuelva espiral.
William T. Sherman. Órdenes especiales de campo, 18 de julio de 1864.

Después de tres días, solo una línea ferroviaria confederada que conducía a Atlanta permanecía intacta.
Las corbatas de Sherman también fueron un elemento característico de la marcha de Sherman hacia el mar, una campaña diseñada para llevar la guerra dura, o "destrucción grave de la infraestructura", a los Estados Confederados de América. Sherman implementó políticas de «tierra quemada»; él y el comandante del Ejército de la Unión, el teniente general Ulysses S. Grant, creían que la Guerra de Secesión solo terminaría si se destruían decisivamente las capacidades estratégicas, económicas y psicológicas de la Confederación para la guerra.
En los primeros días de la campaña Franklin-Nashville de finales de 1864, los confederados emplearon tácticas similares contra la línea de suministro de Sherman, el ferrocarril occidental y atlántico de Chattanooga a Atlanta. Los raíles deformados por el fuego eran conocidos por los soldados del Ejército de Tennessee como «horquillas para el cabello de la vieja señora Lincoln».